# Prix Jean-Romanet
Groupe 1
Le prix Jean-Romanet est une course hippique de plat se déroulant en août sur l'Hippodrome de Deauville.
La première édition remonte à 2004 et l'épreuve porte le nom de Jean Romanet, décédé l'année précédente, président de la Société d'Encouragement, organisme précurseur de France Galop. Elle a été créée comme de nombreuses courses pour femelles afin d'éviter leur départ prématuré au haras ou leur exportation. D'abord classée groupe 2, puis promue Groupe 1 en 2009, elle est réservée aux juments de 4 ans et plus, et se court sur 2 000 mètres pour une allocation de 250 000 €. 

## Palmarès
| Année | Vainqueur       | Âge | Pays        | Père               | Jockey               | Entraîneur           | Propriétaire             | Deuxième        | Troisième          | Temps   |
| ----- | --------------- | --- | ----------- | ------------------ | -------------------- | -------------------- | ------------------------ | --------------- | ------------------ | ------- |
| 2024  | Mqse de Sévigné | 5   | France      | Siyouni            | Alexis Pouchin       | André Fabre          | Édouard de Rothschild    | American Sonja  | Maxux              | 2'08"86 |
| 2023  | Mqse de Sévigné | 4   | France      | Siyouni            | Alexis Pouchin       | André Fabre          | Édouard de Rothschild    | Via Sistina     | Above The Curve    | 2'06"77 |
| 2022  | Aristia         | 4   | Royaume-Uni | Starspangledbanner | Sean Levey           | Richard Hannon       | Elizabeth Roberts        | Rosscarbery     | Ebaiyra            | 2'08"03 |
| 2021  | Grand Glory     | 5   | France      | Olympic Glory      | Cristian Demuro      | Gianluca Bietolini   | Albert Frassetto         | Audarya         | Thundering Nights  | 2'06"99 |
| 2020  | Audarya         | 4   | Royaume-Uni | Wootton Bassett    | Ioritz Mendizabal    | James Fanshawe       | Alison M. Swinburn       | Ambition        | Romancière         | 2'08"23 |
| 2019  | Coronet         | 5   | Royaume-Uni | Dubawi             | Lanfranco Dettori    | John Gosden          | Denford Stud             | With You        | Red Tea            | 2'09"98 |
| 2018  | Nonza           | 4   | France      | Zanzibari          | Alexis Badel         | Henri-François Devin | Antonia Devin            | Urban Fox       | Navaro Girl        | 2'06"46 |
| 2017  | Ajman Princess  | 4   | Royaume-Uni | Teofilo            | Andrea Atzeni        | Roger Varian         | Cheik M-Obaid Al Maktoum | Siyoushake      | Left Hand          | 2'04"13 |
| 2016  | Speedy Boarding | 4   | Royaume-Uni | Shamardal          | Frederik Tylicki     | James Fanshawe       | Helena Springfield Ltd   | Ame Bleue       | Steip Amach        | 2'07"10 |
| 2015  | Odeliz          | 5   | Royaume-Uni | Falco              | Adrie de Vries       | Karl Burke           | Barbara M. Keller        | Bawina          | Avenir Certain     | 2'14"27 |
| 2014  | Ribbons         | 4   | Royaume-Uni | Manduro            | Lanfranco Dettori    | James Fanshawe       | Elite Racing Club        | Princess Loulou | Secret Gesture     | 2'10"00 |
| 2013  | Romantica       | 4   | France      | Galileo            | Maxime Guyon         | André Fabre          | Khalid Abdullah          | Sarkiyla        | Dalkala            | 2'10"70 |
| 2012  | Izzi Top        | 4   | Royaume-Uni | Pivotal            | William Buick        | John Gosden          | Helena Springfield Ltd   | Galikova        | Timepiece          | 2'06"30 |
| 2011  | Announce        | 4   | France      | Selkirk            | Maxime Guyon         | André Fabre          | Khalid Abdullah          | Timepiece4      | Lily of The Valley | 2'10"90 |
| 2010  | Stacelita       | 4   | France      | Monsun             | Christophe Soumillon | Jean-Claude Rouget   | Martin Schwartz          | Antara          | Board Meeting      | 2'09"30 |
| 2009  | Alpine Rose     | 4   | France      | Linamix            | Gérald Mossé         | Alain de Royer-Dupré | Écurie des Monceaux      | Lady Marian     | La Boum            | 2'05"50 |
| 2008  | Folk Opera      | 4   | Royaume-Uni | Singspiel          | Lanfranco Dettori    | Saeed Bin Suroor     | Ecurie Godolphin         | Fair Breeze     | Hapsburg           | 2'10"70 |
| 2007  | Satwa Queen     | 5   | France      | Muhtathir          | Thierry Thulliez     | Jean de Roualle      | S. & G. Lamprell         | Bahia Breeze    | Dynaforce          | 2'11"10 |
| 2006  | Satwa Queen     | 4   | France      | Muhtathir          | Thierry Thulliez     | Jean de Roualle      | S. & G. Lamprell         | Sweet Stream    | Red Bloom          | 2'11"90 |
| 2005  | Pride           | 5   | France      | Peintre Célèbre    | Christophe Lemaire   | Alain de Royer-Dupré | NP Bloodstock Ltd        | Red Bloom       | Whortleberry       | 2'08"80 |
| 2004  | Whortleberry    | 4   | France      | Starborough        | Thierry Gillet       | François Rohaut      | Jacques Berès            | Pride           | Chorist            | 2'12"90 |